# American Reunion
American Reunion (även känd som American Pie 4 och American Pie: Reunion) är en amerikansk komedifilm som hade biopremiär i USA den 6 april 2012 i regi av Jon Hurwitz och Hayden Schlossberg med bland annat Jason Biggs och Alyson Hannigan i huvudrollerna. Det är den fjärde filmen i originalserien om American Pie.

## Handling
American Reunion, den fjärde American Pie-filmen, handlar om en återträff för det gamla gänget från East Great Falls. Det är sommaren 1999. Fyra småstadsgrabbar inledde sin strävan efter att förlora oskulden. Under åren som gått har Jim och Michelle gift sig, medan Kevin och Vicky gjort slut. Oz och Heather växte ifrån varandra men Finch suktar fortfarande efter Stiflers mamma. Nu har dessa vänner återvänt hem för att som vuxna tillsammans minnas, och inspireras av, det förgångna – av de hormonstinna tonåringar som lade grunden till en humorlegend.

## Rollista (i urval)

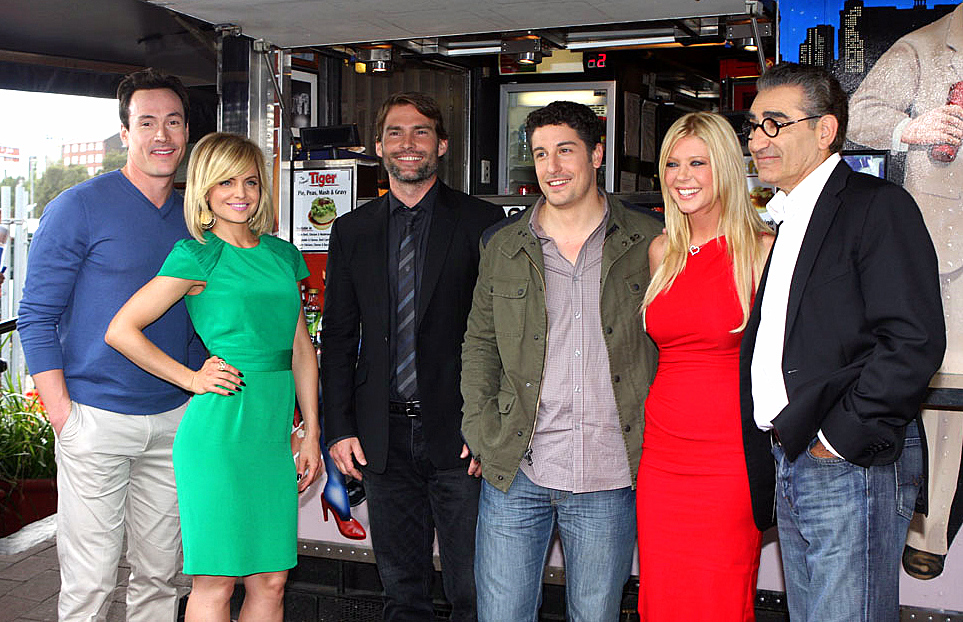
Ensemblen för American Pie: Reunion, vid Harry's Cafe de Wheels i Sydney 2012.

- Jason Biggs - James "Jim" Levenstein[4]
- Alyson Hannigan - Michelle Flaherty-Levenstein
- Thomas Ian Nicholas - Kevin Myers[5]
- Chris Klein - Chris "Oz" Ostreicher[6]
- Seann William Scott - Steve Stifler
- Eddie Kaye Thomas - Paul Finch
- Tara Reid - Victoria "Vicky" Lathum
- Mena Suvari - Heather
- Eugene Levy - Noah Levenstein
- Jennifer Coolidge - Jeannine Stifler
- John Cho - John
- Dania Ramirez - Selena[7]
- Katrina Bowden - Mia[8]
- Jay Harrington - Ron[9]
- Ali Cobrin - Kara[9]
- Chuck Hittinger - AJ[10]
- Zane Wind - Mitch
- Charlene Amoia - Ellie Myers[11]
- Vik Sahay - Prateek Duraiswamy[12]
- Kim Wall - Susan
- George Christopher Bianchi - Evan
- Pam Green - Ali
- Benjamin Arthur - Chester[13]

Cameoroller
- Shannon Elizabeth - Nadia
- Natasha Lyonne - Jessica
- Chris Owen - Chuck Sherman[4], "The Sherminator"
- Rebecca De Mornay - Rachel
- Neil Patrick Harris - Celebrity Dance-Off Host
- Chad Ochocinco - Sig själv
- Justin Isfeld - Justin
- Jen Kober - Jessicas flickvän[13]
- Molly Cheek - Jims Mamma

## Om filmen
American Reunion spelades in i Atlanta, Georgia.